# Зоновский сельсовет
Зоновский сельсовет — сельское поселение в Куйбышевском районе Новосибирской области Российской Федерации.
Административный центр — село Зоново.

## История
Статус и границы сельского поселения установлены Законом Новосибирской области от 2 июня 2004 года № 200-ОЗ «О статусе и границах муниципальных образований Новосибирской области»

## Население
| 2002 | 2010 | 2012 | 2013 | 2014 | 2015 | 2016 |
| ---- | ---- | ---- | ---- | ---- | ---- | ---- |
| 500  | ↘457 | ↘452 | ↗456 | ↘439 | ↘431 | ↘422 |
| 2017 | 2018 | 2019 | 2020 | 2021 |      |      |
| ↘421 | ↘417 | ↘416 | ↘409 | ↗418 |      |      |

## Состав сельского поселения
| № | Населённый пункт | Тип населённого пункта       | Население |
| - | ---------------- | ---------------------------- | --------- |
| 1 | Ежула            | деревня                      | ↘37       |
| 2 | Зоново           | село, административный центр | ↘420      |